# ستيفاني ديفيس
ستيفاني ديفيس (بالإنجليزية: Stephanie Davis)‏ هي ممثلة بريطانية، ولدت في 8 مارس 1993 في مرزيسايد في المملكة المتحدة.

## وصلات خارجية
- ستيفاني ديفيس على موقع IMDb (الإنجليزية)
- ستيفاني ديفيس على موقع قاعدة بيانات الفيلم (الإنجليزية)